# Polyporales
Ordre
Les Polyporales, aussi appelés clade polyporoïde, sont un ordre ou un clade des Agaricomycetes. C'est un ordre des champignons basidiomycètes. Il regroupe un grand nombre de « polypores » au sens large, mais pas tous. Il s'agit pour la plupart de champignons lignicoles qui jouent un rôle actif dans la pourriture du bois.  Ces genres furent un moment inclus dans les Aphyllophorales (littéralement « sans lames »). La phylogénétique les classe maintenant dans les Agaricomycetes. On distingue une dizaine de familles représentant 1 800 espèces

## Écologie forestière
L'histoire évolutive de ces champignons montre que certaines espèces sont devenues des agents de la pourriture brune du bois : plusieurs Polyporales ont développé avec les Gloeophyllales et les Boletales, un mécanisme de dépolymérisation de la cellulose, via la réaction de Fenton, en produisant des radicaux libres hydroxyles qui peuvent extraire les atomes d'hydrogène appartenant aux liaisons osidiques de la cellulose,. 
Agents de dégradation du bois, ces champignons sont redoutés par les sylviculteurs car leur présence sur des parties mortes d'un arbre signifie toujours la mort complète du ligneux dans un délai plus ou moins bref (généralement quelques mois à quelques années après leur apparition). Parallèlement, ils sont des indicateurs de gestion durable des forêts. Ils constituent en effet des micro-habitats riches en biodiversité et figurent parmi les principaux recycleurs du carbone organique dans les écosystèmes terrestres.

## Phylogramme des Telephorales
Depuis 2009, un phylogramme des polyporales est disponible
- Agaricomycetes
  - Clade des Sebacinales
  - Clade des Cantharellales
  - Clade des Auriculariales
  - Phallomycetidae
  - Clade des Trechisporales
  - Clade des Hymenochaetales
  - Clade des Gloeophyllales
    - Clade Polyporoïde
      - Clade des Corticiales
      - Clade des Polyporales
        - Albatrellaceae
        - Boreostereaceae
        - Byssomeruliaceae
        - Cystostereaceae
        - Epitheliaceae
        - Fomitopsidaceae
        - Ganodermataceae
        - Grammotheleaceae
        - Hapalopilaceae
        - Hyphodermataceae
        - Meripilaceae
        - Meruliaceae
        - Phanerochaetaceae
        - Podoscyphaceae
        - Polyporaceae
        - Sistotremataceae
        - Sparassidaceae
        - Steccherinaceae
        - Tubulicrinaceae
        - Xenasmataceae

    -  Clade des Thelephorales
      - Bankeraceae
      - Thelephoraceae

  - Clade des Russulales
  - Agaricomycetidae

## Taxonomie des Polyporales
D'après la 10e édition de Dictionary of the Fungi de 2008, cet ordre contient les familles suivantes :
- Cystostereaceae
- Fomitopsidaceae
- Ganodermataceae
- Grammotheleaceae
- Limnoperdaceae
- Meripilaceae
- Meruliaceae
- Phanerochaetaceae
- Polyporaceae
- Sparassidaceae
- Tubulicrinaceae
- Xenasmataceae

et les genres incertae sedis suivants :
- Crystallocystidium
- Crustodontia
- Globosomyces
- Globuliciopsis
- Irpicochaete
- Lepidostroma
- Nigrohydnum
- Phlebiella
- Repetobasidiopsis
- Taiwanofungus